# Xestia castanea
Xestia castanea là một loài bướm đêm thuộc họ Noctuidae. Nó được tìm thấy ở Trung Âu tới Maroc, Thổ Nhĩ Kỳ, Liban, Israel, Jordan và Syria.
Sải cánh dài 36–42 mm. Con trưởng thành bay giữa tháng 7 và tháng 11 tùy theo địa điểm. Có một lứa một năm.
Ấu trùng ăn nhiều loại cây thân thảo, bao gồm Calluna, Sarothamnus, Vaccinium và Poaceae.

## Hình ảnh

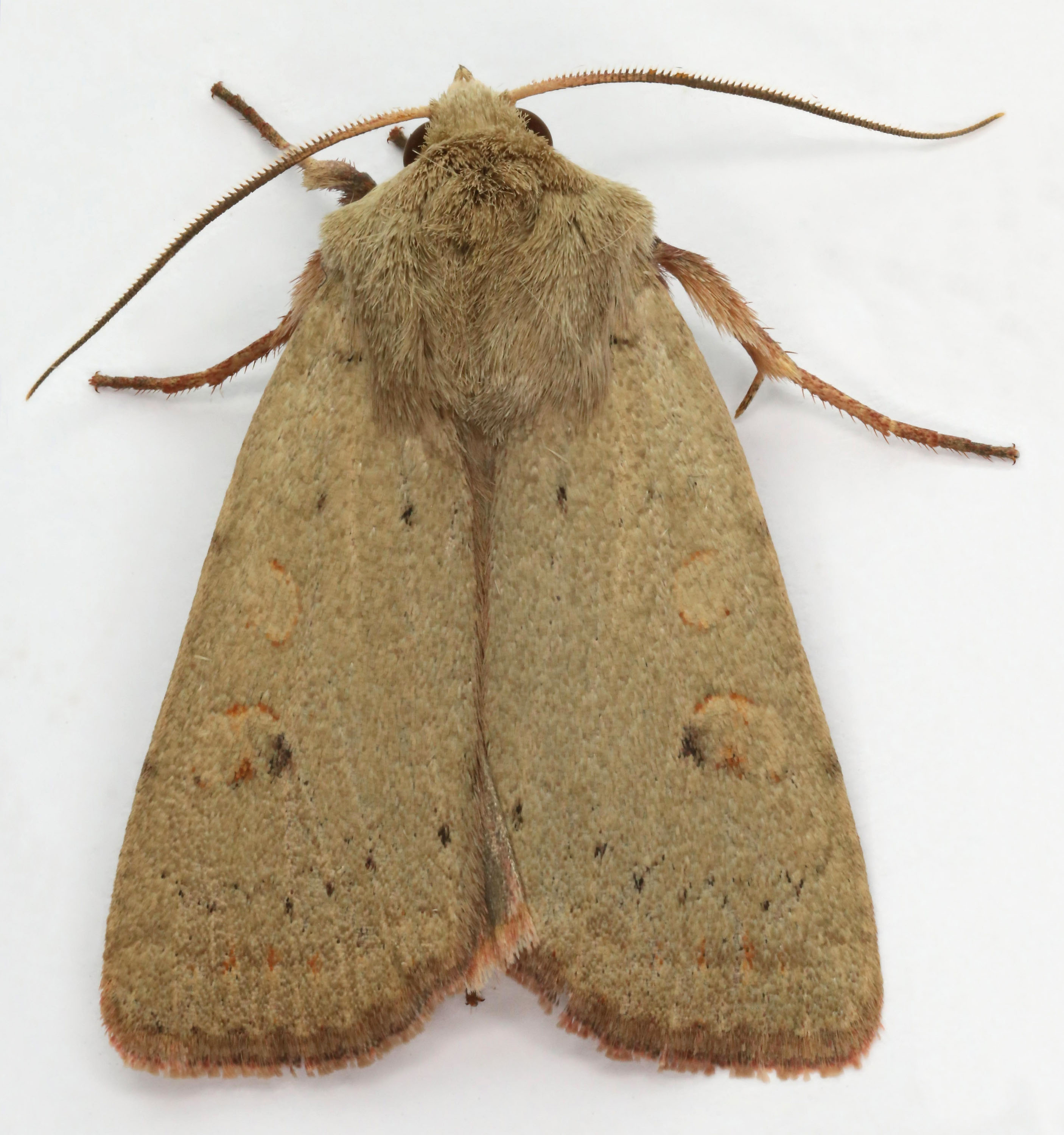
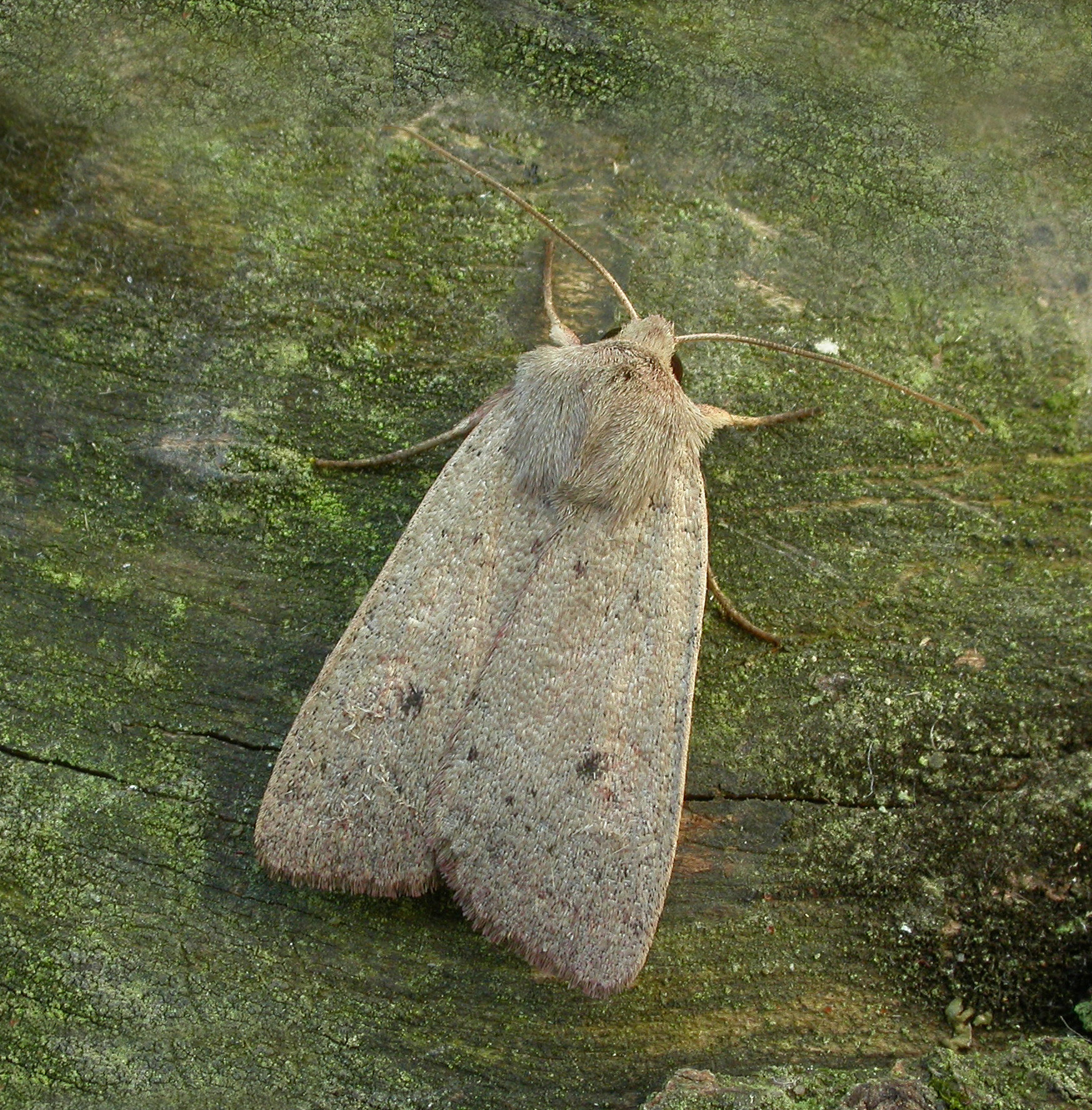
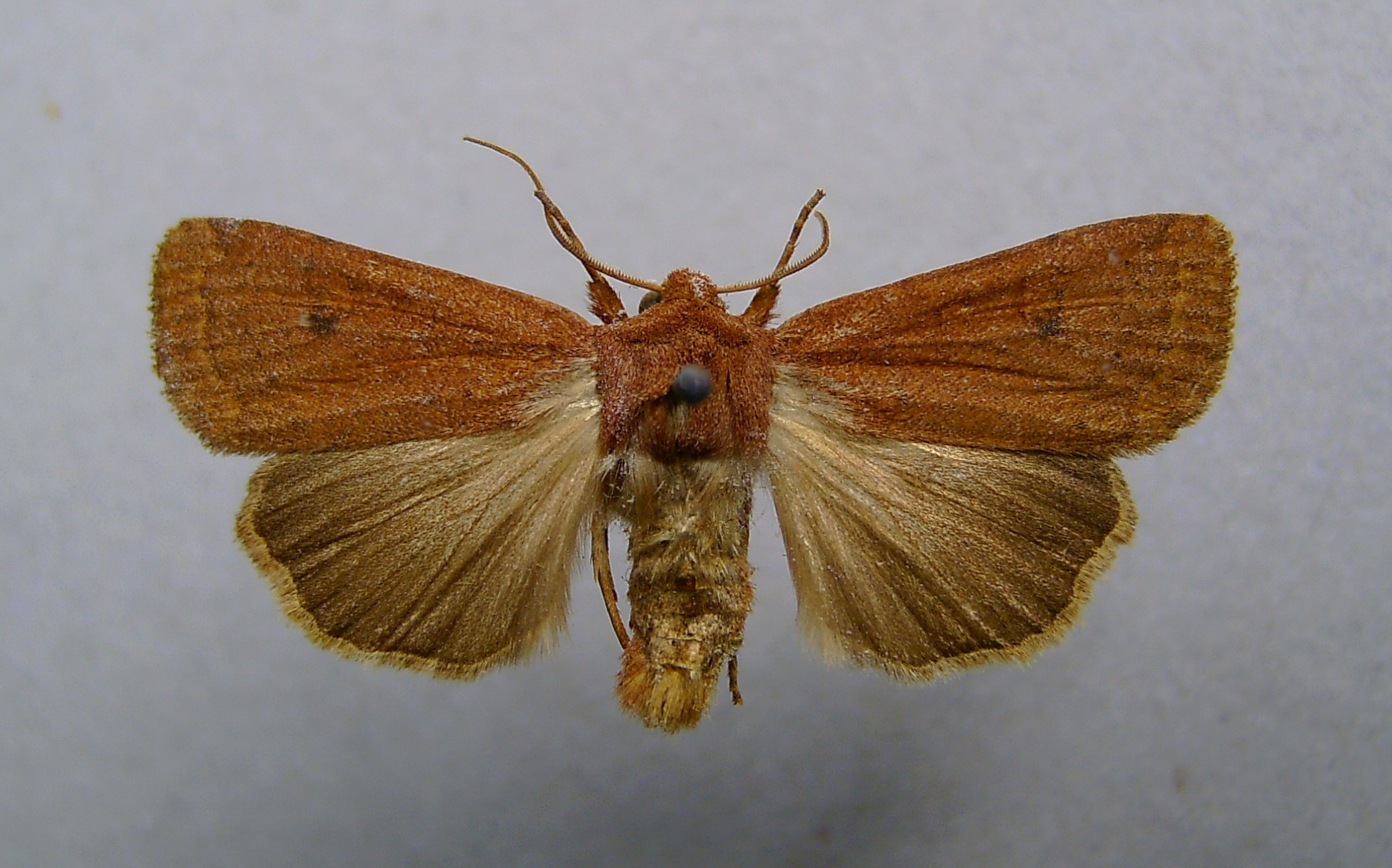